# جواهرلی
جواهرلی (ترکی آذربایجانی: Cəvahirli) یک منطقهٔ مسکونی در جمهوری آرتساخ است که در استان آسکران واقع شده‌است.